# Distance...
《Distance...》是韓國的男子組合U-KISS的第5張日語單曲，於2012年12月12日由avex trax發售。

## 概要
- 《Distance...》是U-KISS第五首原創日語单曲。此單曲是U-KISS以六人形式參與演唱。
- 《One of You -Live ver.-》是U-KISS第四張日語單曲《One of You》的Live版本。
- 此單曲有4個版本，分別有「初回生産限定盤」、「通常盤」、「mu-mo限定盤」和「PLAYBUTTON」，「初回生産限定盤」收錄了《Distance...》的PV和Making。
- 在12月24日於公信榜单曲週排行榜取得第5位。

## 收錄内容

### CD
1. Distance...
2. Love to Go
3. One of You -Live ver.-
4. Distance... (Instrumental)
5. Love to Go (Instrumental)

### DVD（初回生産限定盤）
1. Distance...（PV）
2. Distance...（Making）